# Diario irlandés
Diario irlandés (en alemán, Irisches Tagebuch) es un cuaderno de viaje del autor alemán y premio Nobel Heinrich Böll. Se publicó por vez primera en 1957; la traducción al inglés es de diez años posterior y en 1981 fue traducida al español. Ha formado la percepción alemana de Irlanda durante décadas y continúa siendo influyente.

## Estructura y realización del libro

### Origen en una serie de artículos periodísticos
El Diario irlandés está formado por 18 capítulos breves, que están solo vagamente relacionados entre sí y describen las experiencias del autor en la isla Achill y otras partes de Irlanda. La mayor parte de los capítulos del libro se basan en artículos individuales («Impresiones irlandesas») que se habían publicado desde 1954 en adelante en el periódico alemán Frankfurter Allgemeine Zeitung. Desde muy temprana fecha tuvo la intención de transformar, con el tiempo, estos artículos en un libro. Para el libro se acortaron un considerable número de artículos y se reescribieron en primera persona. Más aún, algunos capítulos fueron creados de nuevo, de los cuales el primero, «Llegada I», es el más destacado.

### Importancia del primer capítulo
El primer capítulo («Llegada I») cuidadosamente sienta el tono de todo el libro. Prepara al lector para la inmersión en un mundo diferente y toca ya temas recurrentes importantes, como la religión, la pobreza y la emigración y una cultura de la bebida y del cuidado. Sin embargo, también ilustra que no todo es siempre tan genuino como parece a simple vista. Una mujer emigrante que abiertamente confiesa que no cree ya en Dios, y también deja claro que nunca se atrevería a no ir a la iglesia cuando visita a su familia en la República de Irlanda. A esta situación se refiere en capítulos posteriores como una advertencia de que podría haber más cosas que las que se ven a simple vista. Tales reflexiones no se incluyeron en los artículos periodísticos originales y podrían reflejar un encuentro más sofisticado del autor con el país a lo largo de los años.

### Componentes
El Diario irlandés está formado por dieciocho capítulos, cuyos títulos son:
1. Llegada I (nuevo capítulo escrito para el libro)
2. Llegada II
3. Reza por el alma de Michael O’Neill
4. Mayo – God help us
5. Esqueleto de una colonia humana
6. Dentista político ambulante
7. Retrato de una ciudad irlandesa (Limerick por la mañana / Limerick al anochecer)
8. Cuando Dios hizo el tiempo...
9. Consideraciones sobre la lluvia irlandesa
10. Los pies más hermosos del mundo (nuevo capítulo escrito para el libro)
11. El indio muerto de Duke Street
12. Una mirada al fuego
13. Cuando a Seamus le apetece un trago...
14. El noveno hijo de Mrs. D.
15. Pequeña aportación a la mitología occidental
16. Ni rastro de cisnes (en su mayor parte, un capítulo nuevo escrito para el libro)
17. Frases hechas
18. Despedida

Más aún, el libro tiene una exención de responsabilidad icónica, a través de la cual el autor niega que su punto de vista sea absoluto.
```
 «Esta Irlanda existe: pero el autor no se hace responsable si alguien va allí y no la encuentra».
 
Es gibt dieses Irland: Wer aber hinfährt und es nicht findet, hat keine Ersatzansprüche an den Autor
.
```

En la traducción al inglés de 1967 (realizada por Leila Vennewitz) hay un prefacio y un epílogo. En el breve prefacio, Böll explica la necesidad de un epílogo, donde puede tratar los cambios económicos y sociales intermedios:
```
 «La Irlanda descrita en este libro es aquella de mediados de los cincuenta.
  Mis comentarios sobre los grandes cambios que han tenido lugar en ese país desde entonces se contienen en el epílogo».
```

La edición española de Círculo de Lectores / Galaxia Gutenberg de 1998 contiene como un «Anexo: Trece años después» y un epílogo, por Domingo García-Sabell.

### Cuaderno de viajes atípico y controvertido título
A diferencia de la serie original de artículos o un típico cuaderno de viajes, el Diario irlandés carece de orden cronológico o geográfico, pues Böll reestructuró mucho el orden de los artículos originales para el libro. Esto da como resultado, por ejemplo, un capítulo del autor viajando solo hacia Dublín, que es seguido por otro capítulo, donde el mismo hombre es acompañado por su familia de camino a la isla Achill. Debido a su falta de una estructura obvia, el título que se ha elegido parece contra-intuitivo y se discute intensamente. Más aún, se sugiere que el uso de la palabra «diario» sería algo más cercano a la interpretación pretendida por Böll del Tagebuch alemán como un relato personal. Aunque se discutieron otros títulos durante la fase de formación del libro, el tema del «diario» apareció en los artículos periodísticos, una y otra vez, a lo largo de los años.

### Discutibles similitudes con elUlisesde Joyce
Böll tenía un conocimiento profundo, y admiración, por la literatura irlandesa. Se menciona con frecuencia a John Millington Synge, Jonathan Swift y Seán O'Casey en el Diario irlandés. Más aún, se arguye que la estructura del Diario irlandés fue inspirada por el Ulises de Joyce. Desde el principio, Böll estaba decidido a tener 18 capítulos de igual manera. Como Ulises su libro tiene dos comienzos y al menos figuradamente se extiende a lo largo de un día. Además, ambos libros tienen un cambio de perspectiva en el capítulo cuarto y el estilo del último capítulo de Böll casi se parece al monólogo del último capítulo del Ulises.

## Recepción
Cuando se publicó en 1957 en Alemania, el Diario irlandés tuvo un éxito inmediato y fue bien recibido. El autor alemán contemporáneo de Böll Carl Zuckmayer consideró que el Diario irlandés era uno de «los más bellos y valiosos libros escritos en los últimos cincuenta años».
Hasta hoy en día, el libro de Böll es considerado un «libro de culto» que ha influido personalmente casi a cada estudioso de las relaciones germano-irlandesas así como a más de una generación de turistas. Tan solo en Alemania ha vendido más de dos millones de ejemplares. Más aún, el libro ha sido traducido a, al menos, diecisiete idiomas. Los estudiosos siguen implicados con el libro y en su 50.º aniversario ha demostrado que aún tiene relevancia, cuando el Diario irlandés se ha convertido con frecuencia en un punto de referencia para trazar los cambios de Irlanda en medio siglo. El homenaje más popular es «Die redselige Insel – Irisches Tagebuch» (The Island of Talking – Irish Journal, 2007) de Hugo Hamilton. Este libro actualiza las impresiones de Böll y no solo se pretende que el título recuerde al Diario irlandés original; también hay u descargo del autor icónico parecido:

Dieses Irland gibt es. Und sollte man dorthin reisen und es nicht finden, dann hat man nicht gut genug hingeschaut.

(traducción: Esta Irlanda existe. Y en caso de que uno viaje allí y no la encuentre, es que no han mirado suficientemente bien.

La recepción en Irlanda fue, inicialmente, limitada porque se publicó en alemán. También fue algo bastante negativa, especialmente una vez que se tradujo al inglés.

## Ediciones en España
- Diario irlandés (Editorial Laia, S.A., 1981)
- Diario irlandés (Galaxia Gutenberg, S.L.; Club Círculo de Lectores, 1998)
- Diario irlandés (Plataforma Editorial S.L., 2015)